# District de Đồng Hỷ
Đồng Hỷ est un district rural de la province de Thái Nguyên dans la région du Nord-est du Viêt Nam. 

## Géographie
La superficie du district est de 462 km2. 
Le chef-lieu du district est Hóa Thượng.